# یواس‌سی‌جی‌سی منووار (دبلیوپی‌بی-۸۷۳۳۰)
یواس‌سی‌جی‌سی منووار (دبلیوپی‌بی-۸۷۳۳۰) (به انگلیسی: USCGC Manowar (WPB-87330)) یک کشتی است که طول آن ۸۷ فوت (۲۷ متر) می‌باشد. این کشتی در سال ۲۰۰۱ ساخته شد.